# 種穂山
種穂山（たなほやま）は、徳島県吉野川市に位置する山である。標高は378.9m。

## 地理
種穂山は高越山の一文脈がJR川田駅の西方に延びて、吉野川に突き出しており、頂上からは淡路島や沼島などの島を眺めることができる。
山頂には天日鷲命を祀る種穂神社が鎮座し、忌部氏のゆかりの地と伝わる。種穂山の北向の山を「鼓の山」と呼び、西行が詠んだ和歌とされる「鼓山うち出で見れば西林　岩津というはおしの住み家」の作が伝えられている。

## 伝承
天日鷲命が天磐船に乗り高天原から携えてきた麻・穀・粟・五穀の種をもって降臨したと伝わる。